# Legitimocythere acanthoderma
Legitimocythere acanthoderma är en kräftdjursart som först beskrevs av Brady 1880.  Legitimocythere acanthoderma ingår i släktet Legitimocythere och familjen Trachyleberididae. Inga underarter finns listade i Catalogue of Life.